# Rezerwat przyrody Jar grądowy Cielęta
Jar grądowy Cielęta – leśny rezerwat przyrody w województwie kujawsko-pomorskim. Powołany w 2003 roku w celu zachowania ze względów naukowych, przyrodniczych i krajobrazowych żyznych lasów liściastych z charakterystycznymi, rzadkimi i chronionymi gatunkami runa, porastającymi zbocza i dno jaru ze źródliskami.
Obszar rezerwatu podlega ochronie czynnej.

## Lokalizacja
Rezerwat przyrody „Jar grądowy Cielęta” położony jest w gminach Brodnica i Bartniczka w powiecie brodnickim, w pobliżu miejscowości Cielęta, na terenie Brodnickiego Parku Krajobrazowego. Rezerwat leży na obszarze Nadleśnictwa Brodnica.
Rezerwat obejmuje kompleks leśny porastający stromy i głęboki jar rozcinający krawędź wysoczyzny morenowej.